# Station Mori
Station Mori is een spoorwegstation aan de Brennerspoorlijn dat op de grens van de steden Mori en Rovereto ligt.
In Mori vertrok ook een spoorlijn van Mori via Arco naar Riva del Garda aan het Gardameer.